# Зимние Олимпийские игры 2034
Зи́мние Олимпи́йские и́гры 2034 (англ. 2034 Winter Olympics, официальное название: XXVII Зи́мние Олимпи́йские и́гры) — международное спортивное мероприятие, которое планируется провести в феврале 2034 года в Солт-Лейк-Сити (штат Юта, США). 
24 июля 2024 года, перед стартом XXXIII летних Олимпийских игр на 142-й сессии МОК в Париже (Франция), было объявлено о решении провести Игры в Солт-Лейк-Сити.
Ранее Солт-Лейк-Сити принимал зимние Олимпийские игры в 2002 году.

## Процесс подачи заявок
Новый процесс подачи заявок был утвержден на 134-й сессии МОК в Лозанне.
- Установить постоянный, конструктивный диалог для изучения интереса между городами / регионами / странами и национальными олимпийскими комитетами к любой олимпиаде.
- Создать две комиссии для будущих хозяев (летние и зимние игры), чтобы контролировать интерес к будущим олимпийским событиям и отчитываться перед исполнительным советом МОК.
- Усилить влияние на сессию МОК, сделав членов, не являющихся членами ИС, членами будущих принимающих комиссий.

## Принятие решения
Солт-Лейк-Сити был единственным кандидатом на проведение зимних Олимпийских игр 2034 года. 24 июля 2024 года на 142-й сессии МОК в Париже (Франция) было объявлено о решении провести Игры в Солт-Лейк-Сити.